# Charles Joseph Chamberlain
Charles Joseph Chamberlain, Ph.D. ( 23 de febrero de 1863 – 5 de febrero de 1943 ) fue un botánico estadounidense , nacido en Sullivan, Ohio, educándose en el Oberlin College y luego en la Universidad de Chicago, donde defendió su primer Ph.D. en el Departamento de Botánica de esa institución, y donde trabajó por largos años, pasando a profesor asociado en 1911. Es reconocido por el uso pionero de técnicas de la ciencia zoológica para estudia los vegetales, particularmente en las realistas vistas microscópicas de tejidos y células; se especializó en las Cycadaceae. Realizó contribuciones a la Botanical Gazette, siendo autor de Methods in Plant Histology (1901) y de The Morphology of Angiosperms (1903). En colaboración con John M. Coulter, escriben The Morphology of Gymnosperms en 1901.
En 1888, Chamberlain se casa con Martha E. Life, teniendo una hija; luego ella fallece en 1931, y se casará con Martha Stanley Lathrop en 1938. Fallece en Chicago, Illinois.

## Algunas publicaciones
- 2007. Methods in Plant Histology. 3ª ed. de Read Books, 328 pp. ISBN 1408627957

- 1965. The living cycads. Ed. reimpresa de Hafner Pub. Co. 172 pp.

- La abreviatura «Chamb.» se emplea para indicar a Charles Joseph Chamberlain como autoridad en la descripción y clasificación científica de los vegetales.[1]